# Massimiliano Velotto
Massimiliano Velotto (Orbetello, 23 giugno 1974) è un dirigente sportivo ed ex arbitro di calcio italiano, addetto agli arbitri del Catania.

## Carriera
Arbitro effettivo dal 4 marzo 1991, appartiene alla Sezione AIA di Acireale, ma per ben 22 anni è stato in forza alla Sezione di Grosseto, di cui è il maggior esponente della sua storia.
Dopo la trafila nelle serie minori (prima provinciali, poi regionali) viene proposto alla C.A.N. D nella stagione 1998-1999; successivamente nel 2001 viene promosso nella C.A.N. C e nel 2006, dopo aver diretto nei 5 anni di militanza 69 gare di Serie C1, a cui vanno aggiunte tre finali play-off di Serie C2 (Acireale-Catanzaro nel 2003, Gela-Cavese nel 2005 e Rende-Taranto nel 2006) approda alla C.A.N. A-B, per decisione dell'allora designatore Claudio Pieri.
Velotto esordisce in Serie B il 16 settembre 2006 in Mantova-Pescara (2-1) e successivamente in Serie A in Messina-Fiorentina (2-2), il 20 maggio 2007.
Il 17 dicembre 2008 è protagonista di un episodio singolare: designato come quarto ufficiale per la sfida di Coppa UEFA tra Feyenoord e Lech Poznań (nella fase a gironi il secondo degli assistenti e il quarto uomo possono anche non essere internazionali), fa il suo esordio in campo internazionale in seguito ad un infortunio, patito nell'intervallo, di Paolo Dondarini, arbitro designato per quella gara. Una buona prestazione con i complimenti dell'osservatore arbitrale, l'estone Uno Tutk, e del delegato UEFA, l'inglese George Courtney.
Il 3 luglio 2010, con la scissione della C.A.N. A-B in C.A.N. A e C.A.N. B, viene inserito nell'organico della C.A.N. B.
Nel maggio 2011, a seguito della sanzione inibitoria di un anno inflitta al Presidente della Sezione di Grosseto, Franco Ferretti, diventa nuovo Presidente "reggente" della stessa Sezione. La squalifica di Ferretti sarà ridotta a sette mesi e terminerà, in anticipo, il 5 dicembre, data in cui Velotto ritorna a ricoprire la carica di Vicepresidente.
Il 3 marzo 2012 il fischietto maremmano raggiunge il prestigioso traguardo delle 100 gare dirette in Serie B. La sua centesima apparizione avviene durante il delicato derby campano Juve Stabia-Nocerina.
Nel giugno 2013 si apprende del suo trasferimento per motivi personali dalla sezione di Grosseto a quella di Acireale e successivamente presso la sezione arbitrale di Catania..
Il 2 luglio 2013 termina la sua carriera arbitrale sul campo, dopo 128 gare dirette in Serie B condite da 14 presenze in Serie A, e riceve l'incarico di membro della Commissione Arbitrale Interregionale (CAI), sotto la guida di Danilo Giannoccaro, anch'egli appena avvicendato dalla C.A.N. A.
Per la stagione 2015-2016 è inquadrato come osservatore in CAN B. Dalla stagione 2019-2020 è osservatore in CAN A.